# Silver Car Crash (Double Disaster)
Silver Car Crash (Double Disaster) é uma serigrafia de 1963 do artista norte-americano Andy Warhol. Em novembro de 2013, foi vendida por US$ 105 milhões (£65,5 milhões) em um leilão em Nova York, estabelecendo um novo preço mais alto para uma obra de Warhol.

## Histórico
Silver Car Crash (Double Disaster) retrata um corpo retorcido no interior amassado de um carro prateado. Foi impressa por Andy Warhol aos 35 anos. É a última serigrafia do artista que permanecia em mãos privadas. A serigrafia mede 8 por 13 pés (2,4 por 4,0 m) e só foi exibida uma vez em público nos últimos 26 anos. A obra faz parte de sua série Death and Disaster.
A obra-prima artística foi mantida por um colecionador europeu durante 20 anos. Em novembro de 2013, cinco licitantes disputaram a serigrafia em um leilão de arte contemporânea organizado pela Sotheby's, elevando o preço final a US$ 105 milhões, superando sua estimativa de US$ 60-80 milhões e também quebrando o recorde anterior em leilão para uma serigrafia de Warhol, Eight Elvises, que chegou a US$ 100 milhões. O nome do comprador vencedor nunca foi divulgado publicamente.